# Jasenov Del
Jasenov Del (en serbe cyrillique : Јасенов Дел) est un village de Serbie situé dans la municipalité de Babušnica, district de Pirot. Au recensement de 2011, il comptait 100 habitants.

## Démographie
| 1948 | 1953 | 1961 | 1971 | 1981 | 1991 | 2002 | 2011 |
| ---- | ---- | ---- | ---- | ---- | ---- | ---- | ---- |
| 844  | 835  | 785  | 666  | 494  | 310  | 198  | 100  |

|  |